# Jamadaha
Jamadaha – gaun wikas samiti we wschodniej części Nepalu w strefie Sagarmatha w dystrykcie Siraha. Według nepalskiego spisu powszechnego z 2001 roku liczył on 875 gospodarstw domowych i 4752 mieszkańców (2266 kobiet i 2486 mężczyzn).